# 西貢公共運輸交匯處
西貢公共運輸交匯處（英語：Sai Kung Public Transport Interchange）位於香港西貢區西貢市中心，鄰近福民路西貢碼頭。福民路北面為巴士總站，現有6條巴士路線作為終點站；南面為專線小巴總站，現有6條專線小巴路線作為終點站。

## 總站路線資料（巴士）

### 九龍巴士92線
- 西貢 ↔ 鑽石山站

1948年開辦前路線22，「六七暴動」期間停辦，及至同年7月7日起復辦。經過行車路線及編號重組後成為現今的路線92。現時途經西貢大會堂、翠塘花園、白沙灣、蠔涌、南圍、壁屋、井欄樹、順利邨、牛池灣、彩虹邨及志蓮淨苑。

### 九龍巴士92R線
- 西貢 ↔ 尖沙咀碼頭

### 九龍巴士94線
- 黃石碼頭 ↔ 西貢

1978年4月3日開辦，假日需求甚殷，班次會作出適度調整。現時途經沙角尾、大環、早禾坑、大網仔、斬竹灣、北潭涌、鯽魚湖、北潭凹、高塘及黃石。本線停泊於巴士總站的三坑位置。

### 九龍巴士99線
- 安 ↔ 西貢

1978年4月3日開辦。現時途經沙角尾、大環、水浪窩、企嶺下老圍、十四鄉、泥涌、帝琴灣、烏溪沙及馬鞍山市中心。

### 九龍巴士292P線
- 西貢 → 觀塘（創紀之城）

1994年10月16日開辦，為逢星期一至六早上7:30，只有一班，假日沒有服務。途經西貢大會堂、翠塘花園、白沙灣、蠔涌、南圍、壁屋、井欄樹、牛池灣、啟業邨、九龍灣、九龍灣商貿區及創紀之城。

### 九龍巴士299X線
- 西貢 ↔ 沙田市中心
- 未有資料，請加入至Module:香港巴士/klnt。

由299線更改編號而成。現時途經大環、水浪窩、企嶺下老圍、十四鄉、泥涌、帝琴灣、馬鞍山繞道、富安花園、亞公角、石門、富豪花園及新城市廣場。

### 城巴792M線
- 將軍澳站 ↔ 西貢

新巴792號線於2001年6月18日開辦，貫通西貢市與將軍澳新市鎮。2002年8月18日改稱792M。2023年7月1日改由城巴運作792M。現時途經西貢大會堂、翠塘花園、白沙灣、蠔涌、南圍、香港科技大學、大埔仔、坑口、調景嶺、尚德邨及將軍澳市中心。

## 總站路線資料（專線小巴）

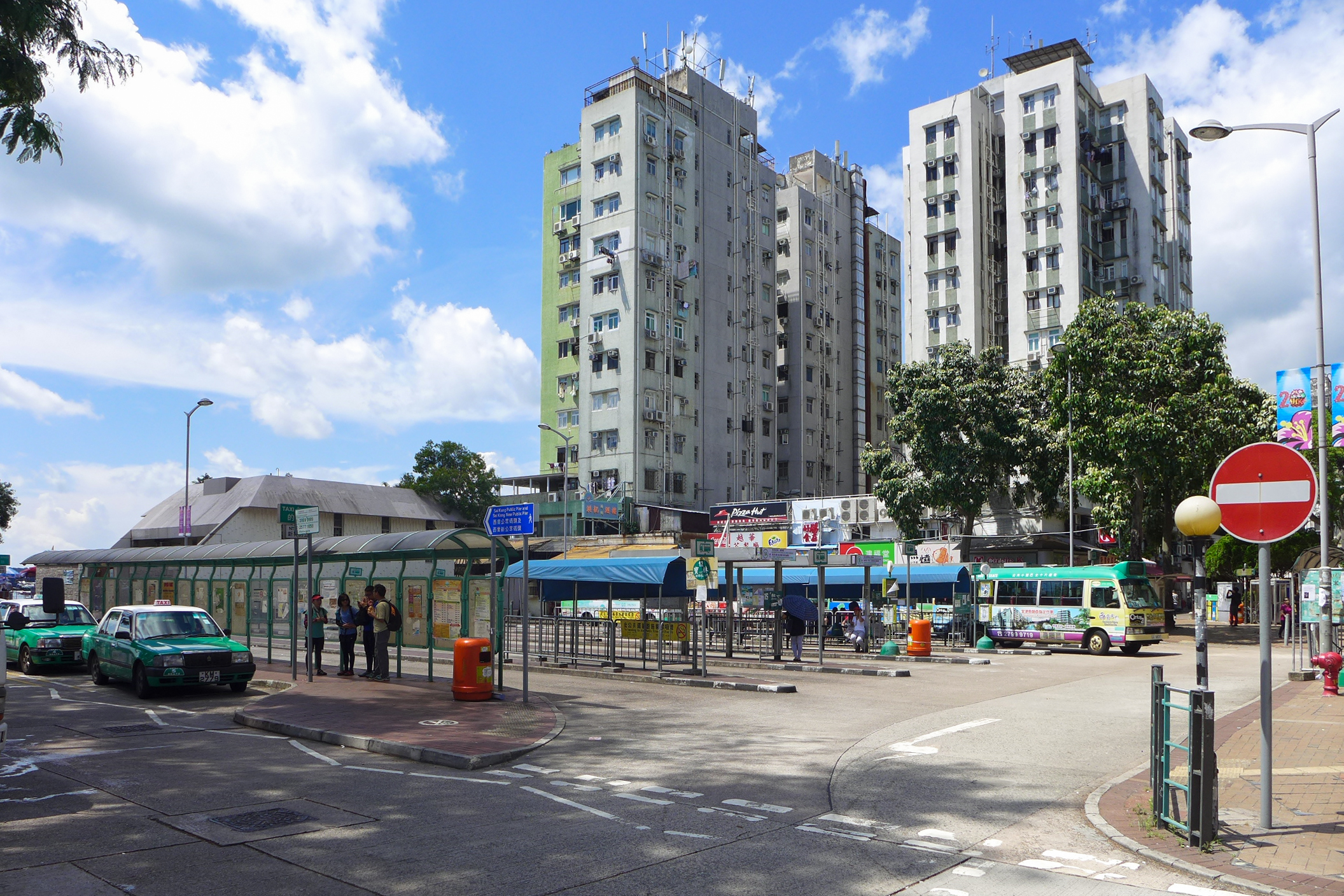
交匯處小巴總站

### 新界區專線小巴1線
- 西貢 ↔ 德福花園

### 新界區專線小巴1A線
- 西貢 ↔ 新蒲崗（采頤花園）

### 新界區專線小巴1S線
- 西貢 ↔ 新蒲崗（采頤花園）

### 新界區專線小巴7線
- 西貢 ↔ 海下

### 新界區專線小巴9線
- 西貢 ↔ 麥理浩夫人渡假村

### 新界區專線小巴12線
- 寶林 ↔ 西貢

## 途經路線資料

### 九龍巴士96R線
- 鑽石山站 ↔ 黃石碼頭

本線途經黃石、高塘、北潭凹、鯽魚湖、北潭涌、斬竹灣、大網仔、早禾坑、大環、沙角尾、西貢市、西貢大會堂、翠塘花園、白沙灣、蠔涌、南圍、壁屋、井欄樹、牛池灣、彩虹邨及志蓮淨苑,只於在黃石碼頭方向途經此站。

### 九龍巴士99R線
- 大學站 ↔ 西貢（北）

來回方向均途經此站

## 西貢市過往路線（全部均已取消）
- 九龍巴士89R線
- 九龍巴士93R線
- 九龍巴士293線
- 九龍巴士299線
- 過海隧道巴士T6線
- 過海隧道巴士698R線

## 車坑分佈

### 巴士總站
| 車坑分佈（以入口最左邊起計） | 車坑分佈（以入口最左邊起計） | 車坑分佈（以入口最左邊起計） |
| 車坑編號                     | 車坑數目                     | 路線                         |
| ---------------------------- | ---------------------------- | ---------------------------- |
| 1                            | 單坑                         | 九龍巴士92                   |
| 2                            | 單坑                         | 九龍巴士92R、292P線/後備坑   |
| 3                            | 單坑                         | 九龍巴士99線                 |
| 4                            | 單坑                         | 九龍巴士299X線               |
| 5                            | 三坑                         | 九龍巴士94、96R線            |
| 6                            | 單坑                         | 城巴792M線                   |
| 7                            | 側線                         | 九龍巴士99R線                |

- 有紅字班次為雙向途經。

### 專線小巴總站
| 車坑分佈（以入口最左邊起計） | 車坑分佈（以入口最左邊起計） | 車坑分佈（以入口最左邊起計） |
| 車坑編號                     | 車坑數目                     | 路線                         |
| ---------------------------- | ---------------------------- | ---------------------------- |
| 1-2                          | 單坑                         | 專線小巴1、1A線              |
| 3                            | 單坑                         | 專線小巴7線                  |
| 4                            | 單坑                         | 專線小巴9線                  |
| 5                            | 單坑                         | 專線小巴1S線                 |
| 6                            | 單坑                         | 專線小巴12線                 |

## 使用狀況
位處西貢市中心及鄰近公眾碼頭，成為市民出海、遠足和郊遊的熱門集合地點。而碼頭旁邊的西貢墟則是聞名於世的美食廣場，海鮮食肆其門如市，吸引本地以至中外遊客前來光顧。每逢假日，巴士總站整天都會擠滿了候車乘客。